# Jack in the Box
Jack in the Box, Inc. är en amerikansk snabbmatskedja som har fler än 2 200 restauranger i 21 amerikanska delstater, mest i landets västra del, och i det amerikanska autonoma territoriet Guam. De äger också restaurangkedjan Qdoba Mexican Eats som säljer mat från det mexikanska köket.
Kedjan grundades den 21 februari 1951 av Robert O. Peterson.

## Bildgalleri

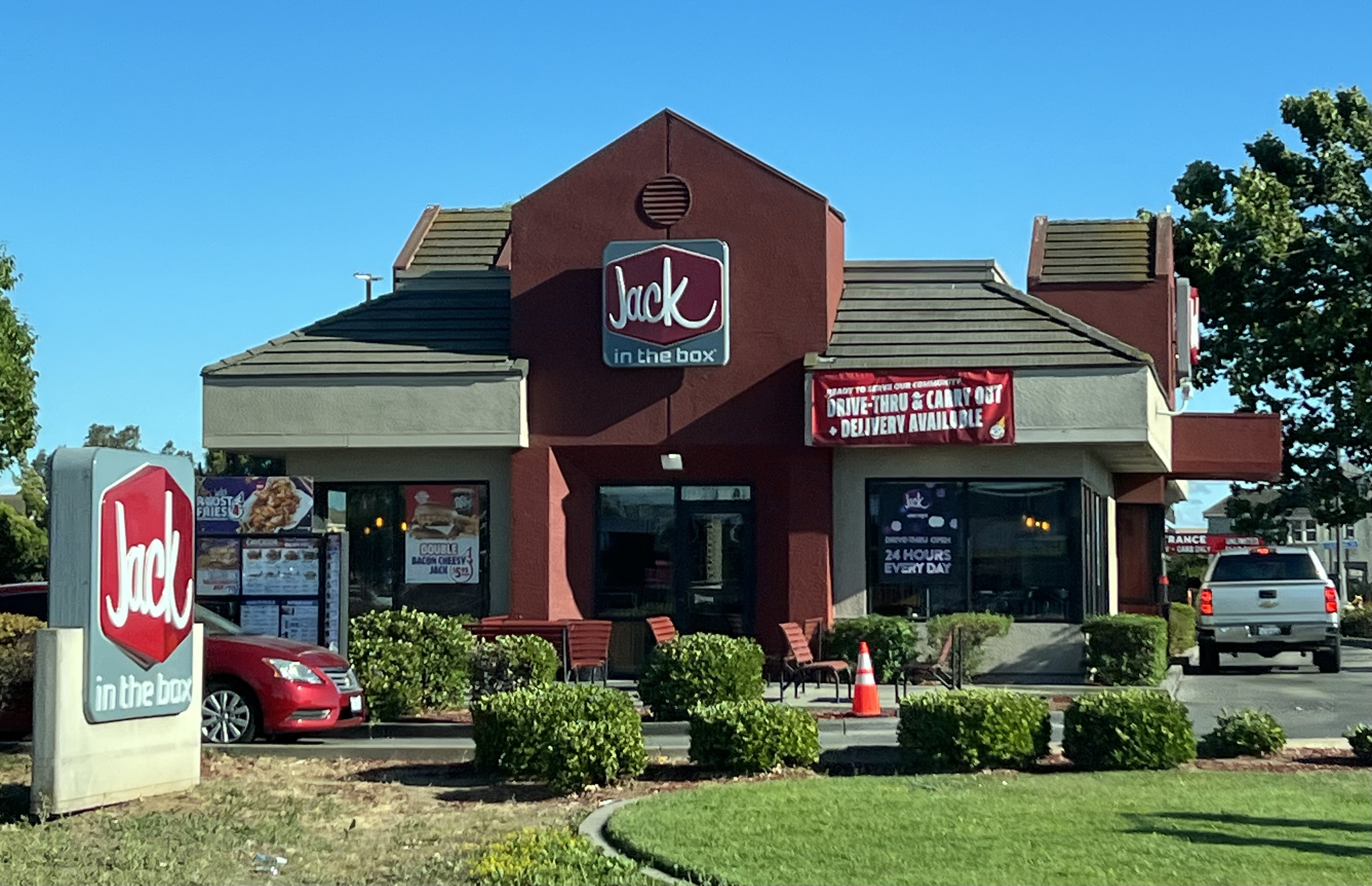
Jack in the Box restaurang i Suisun City, Kalifornien